# Starchild skull
Starchild-skull är en del av en missformad mänsklig skalle vilken Lloyd Pye har hävdat är av utomjordiskt ursprung. Skallen är från ett barn av manligt kön som sannolikt dog som ett resultat av medfödd Vattenskalle. Kol-14-datering av skallen har visat att den är cirka 900 år gammal. Oberoende vetenskapliga undersökningar gjorda 2016 av Starchild-skallen visade att barnet var cirka 5 år gammalt när det dog, var kraftiga deformerat och var till 100 % mänskligt.

## Påståenden av Lloyd Pye
Pye hävdade att han hade erhållit skallen från Ray och Melanie Young i El Paso, Texas, i februari 1999 och uppgav att skallen hittades runt 1930 i en gruvtunnel cirka 160 km sydväst om Chihuahua, Mexiko, begravd tillsammans med ett normalt mänskligt skelett låg på marken i tunneln. Pye hävdade att skallen var en hybridavkomma från en utomjording och en mänsklig kvinna. 

## DNA-testning
1999
DNA-testning 1999 vid BOLD (Bureau of Legal Dentistry), ett rättsmedicinskt DNA-laboratorium i Vancouver, British Columbia, hittade standard X- och Y-kromosomer i två prover tagna från skallen. Novella anser detta "avgörande bevis" att barnet var både manligt och mänskligt, och att båda hans föräldrar måste ha varit mänskliga.
2003
Ytterligare DNA-testning 2003 vid Trace Genetics, som specialiserat sig på att extrahera DNA från antika prov, isolerade mitokondriella DNA från båda skallarna. Barnet hör till Haplogrupp C. Eftersom mitokondriellt DNA ärvs exklusivt från modern, gör det möjligt att spåra avkommans maternella släktskap. DNA-testet bekräftade därför att barnets mor var en Haplogroup C-mänsklig kvinna. Den vuxna kvinna som hittades med barnet hörde till haplogrupp A. Båda haplotyperna är karakteristiska infödda amerikanska haplogrupper, men de olika haplogrupperna för de båda skallarna indikerar att den vuxna kvinnan inte var barnets mor.
2010
Hemligt laboratorium lyckas testa kärn-DNA som kommer från båda föräldrarna. Vid jämförelse i databasen fann man att vissa delar var mänskliga, medan övriga var helt okända och matchade inget i databasen.
2011
Hemligt laboratorium i USA hittar ovanligt mitokondriellt DNA i Starchild-skallen. När DNA:t jämfördes i databaser så fann man att delar av DNA:t var mänskligt medan övriga delar var okända och matchade inget i den stora databasen. 
2012
Hemligt laboratorium hittar fragment av Starchild-skallens FOXP2 gen. Den här genen hittar man hos alla människor och den är alltid identisk, det är bara en skillnad om man jämför genen med apor. Labbet hittade 56 skillnader på den här genen i Starchild-skallen, det innebär att det med stor sannolikhet inte är en människa. Young m.fl. i ”The field reports” tillbakavisar att detta skulle bevisa någonting.

## Bedömning av bevisen
Små barn med vattenskalle har vanligtvis ett onormalt stort huvud, eftersom vätsketrycket orsakar att skallbenet expanderar.
En tandläkare som undersökte det högra övre käkbenet som hittades med skallen bestämde att skallen tillhört ett barn i åldern 4,5 till 5 år. Volymen av det inre av skallen är 1600 kubikcentimeter, vilket är 200 cm³ större än en medelvuxens hjärna och 400 cm³ större än en vuxen av samma ungefärliga storlek. Ögonhålorna är ovala och grunda, med den optiska nervkanalen som ligger i ögonhålans botten snarare än baktill. Det finns inga främre bihålor. Skallens baksida är platt. Skallen består av kalciumhydroxyapatit, det normala materialet hos däggdjursben.
Neurologen Steven Novella från Yale University Medical School säger att kraniet uppvisar alla egenskaper hos ett barn som har dött till följd av medfödd vattenskalle och kranialdeformationerna var resultatet av ackumulering av cerebrospinalvätska i skallen.
Våren 2016 startade Melanie Young och Chase Kloetzke ett projekt för att ta reda på sanningen om Starchild-skallen, och göra helt nya undersökningar oberoende av tidigare analyser. Undersökningen gjordes på ett vetenskapligt sätt och rapporten är tillgänglig för alla. Mitokondriellt DNA visade att modern var amerikanska från haplogrupp C1 och barnet hade manligt kön. Faderliga DNA:t visade att fadern hade haplogrupp Q och även han var amerikan, detta bevisar att barnet till 100 % var mänskligt men hade stora deformiteter från till exempel vattenskalle eller Downs syndrom.